# Montefeltro

Släkten Montefeltros vapen.

Montefeltro var en adelssläkt som styrde staden Urbino i regionen Marche i Italien.